# Waldemar Winkiel
Waldemar Winkiel ps. Pantera (ur. 1 kwietnia 1926 w Woli Drzewieckiej, zm. 14 kwietnia 2022 w Warszawie) – polski działacz społeczny, polityk, poseł na Sejm PRL III kadencji.

## Życiorys
Syn Stefana i Czesławy. W latach 1938–1939 uczeń I klasy Państwowego Gimnazjum im. Bolesława Prusa w Skierniewicach. W trakcie okupacji niemieckiej kontynuował naukę na tajnych kompletach, a następnie w 1943 w tajnym gimnazjum w Godzianowie. Maturę zdał w 1946.
Od 1942 należał do Batalionów Chłopskich, używał pseudonimu Pantera. W lipcu i sierpniu 1944 walczył w oddziale Zygmunta Golańskiego „Boruty”.
W marcu 1945 został prezesem Koła Związku Młodzieży Wiejskiej „Wici” w Lipcach, a następnie prezesem Sąsiedzkiego (gminnego) Związku „Wici” i członkiem Powiatowego Zarządu „Wici” w Skierniewicach. W latach 1946–1948 pełnił obowiązki kierownika organizacyjnego ZMW RP „Wici” w Łodzi. W 1945 wstąpił do Stronnictwa Ludowego, w 1948 został mianowany II sekretarzem Zarządu Wojewódzkiego SL w Łodzi. W 1948 znalazł się w składzie Centralnego Komitetu Jedności Organizacji Młodzieżowych, następnie został kierownikiem Wydziału Planowania Zarządy Głównego Związku Młodzieży Polskiej członkiem Rady Naczelnej ZMP. W latach 1949–1950 był przewodniczącym Zarządu Wojewódzkiego ZMP w Rzeszowie, po czym do 1951 był kierownikiem Wydziału Kultury ZG ZMP.
W latach 1946–1954 studiował na Uniwersytecie Łódzkim i Uniwersytecie Warszawskim, uzyskał tytuł zawodowy magistra filologii polskiej.
We wrześniu 1951 został zatrudniony na stanowisku redaktora w wydawnictwie Książka i Wiedza i Iskry, a następnie w lutym 1957 w redakcji tygodnika „Wici”. W latach 1957–1958 był kierownikiem działu w redakcji „Zarzewia”. W marcu 1957 został członkiem Zarządu Głównego Związku Młodzieży Wiejskiej. W maju 1958 został kierownikiem organizacyjnym, a w lipcu wiceprzewodniczącym ZG ZMW (funkcję tę pełnił do kwietnia 1965). W 1959 został wybrany na stanowisko wiceprzewodniczącego Rady Uniwersytetów Ludowych, a po śmierci Sylwestra Leczykiewicza mianowany przewodniczącym.
Wstąpił do Zjednoczonego Stronnictwa Ludowego. W marcu 1957 został członkiem Zarządu Głównego Związku Młodzieży Wiejskiej, prezesem koła Zjednoczonego Stronnictwa Ludowego w ZG ZMW. W ZSL pełnił funkcje członka prezydium Wojewódzkiego Komitetu Wykonawczego w Rzeszowie (1949–1950) oraz członka (1959–1984), kierownika Wydziału Propagandy (1965–1968), członka prezydium (1981–1984) i sekretarza (1981–1983) Naczelnego Komitetu. W 1961 został posłem na Sejm PRL z okręgu Busko, był członkiem Komisji Kultury i Sztuki oraz Komisji Oświaty i Nauki.
W maju 1965 Sekretariat NK ZSL powołał go na redaktora naczelnego „Tygodnika Kulturalnego”. W 1972 został podsekretarzem stanu w Ministerstwie Oświaty i Szkolnictwa Wyższego, funkcję tę pełnił do stycznia 1976. Został również członkiem prezydium Zarządu Głównego Polskiego Czerwonego Krzyża, Zarządu Głównego Ligi Obrony Kraju oraz prezesem Zarządu Głównego Szkolnego Związku Sportowego. W 1973 został prezesem Stowarzyszenia Przyjaciół Teatru.
Po rezygnacji z pracy w Ministerstwie Oświaty w styczniu 1976 Zarząd Główny Towarzystwa Przyjaciół Dzieci wybrał go na prezesa oraz na społecznego redaktora naczelnego „Przyjaciela Dziecka” – organu prasowego TPD. Funkcję tę pełnił do 1981.
W 1983 został redaktorem naczelnym organu prasowego ZSL – „Zielonego Sztandaru” i pełnił te obowiązki do 1984. Następnie do chwili przejścia na emeryturę w październiku 1986 pełnił funkcję wiceprezesa Centrali Przemysłu Ludowego i Artystycznego. Do 2004 był prezesem Towarzystwa Przyjaciół Lipiec Reymontowskich.
Został pochowany na cmentarzu Wojskowym na Powązkach.

## Odznaczenia
Został odznaczony m.in. Medalem 10-lecia Polski Ludowej (1955), Medalem "Za zasługi dla ruchu ludowego" (1984) oraz Krzyżem Komandorskim z Gwiazdą Orderu Odrodzenia Polski (1998).